# 리스 파비안 미나 사파타
리스 파비안 미나 사파타(스페인어: Luis Fabián Mina Zapata, 1993년 8월 10일~)는 콜롬비아의 축구 선수로 현재 대한민국 K리그2의 김포 FC에서 공격수로 활약하고 있다.